# فضلويه
الأمير أبو العباس فضل، المعروف باسم فضلويا (ويُكتب أيضًا فضلويه)، كان زعيمًا كرديًا لقبيلة الشوانكارة في فارس. كان ابن علي بن الحسن بن أيوب ومن عشيرة راماني من الشوانكارة، وهم أكراد من سوريا هاجروا إلى فارس، وكان مؤسس سلالة الشوانكارة في فارس (حكمت من عام 1030 إلى عام 1078)، والتي استمرت بشكل متقطع من عام 1030 إلى عام 1355. احتل شعب الشوانكارة منطقة جبل كوهجيلويا وحافظوا على قدر كبير من الاستقلال.

## الحياة المُبكرة
في وقت سابق من حياته، أرسله علي (والد فضلويه) إلى صاحب العادل، الذي كان آنذاك وزيرًا للحاكم البويهي أبو كليجار. وطلب علي أن يُمنح ابنه منصبًا في البلاط. ارتفعت رتبة فضلويه في عهد صاحب العادل ووصلت في النهاية إلى رتبة أسفهسلار. ومع ذلك، قرر أبو كاليجار "الاستيلاء على أراضي الشوانكارة لنفسه، الأمر الذي أثار نفور فضلويه".

## حاكم فارس

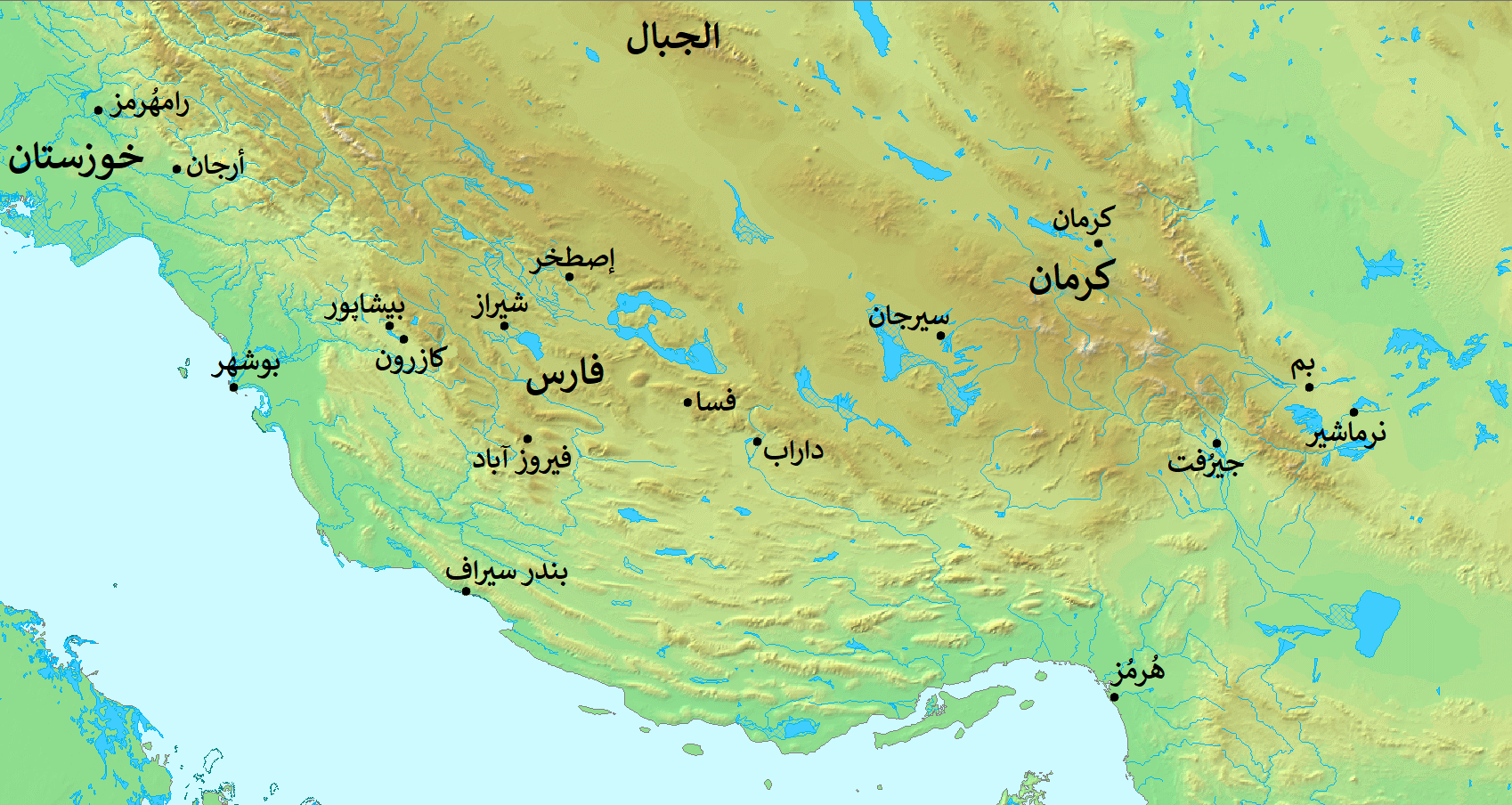
خريطة فارس والمناطق المحيطة بها في القرنين العاشر والحادي عشر

عندما غزا الأمير السلجوقي قاورد فارس في عام 1053، لجأ فضلويه إلى شقيق قاورد ألب أرسلان. وعرض على السلاجقة جزية سنوية قدرها 27 مليون درهم مقابل سماح السلاجقة له بالبقاء حاكمًا على فارس. قَبِل ألب أرسلان هذا، وبحلول عام 1055 كان فضلويه قد عزز حكمه في فارس. كانت عاصمته الرئيسة في جوشن آباد، وهي بلدة في مكان ما شمال شرق فسا. كما كان يُقيم أحيانًا في دارابغرد وشيراز.
وفي وقت لاحق، في عهد السلطان ألب أرسلان، ثار فضلويه ضده. وتوقف عن إرسال الجزية السنوية، وأعلن نفسه حاكمًا مستقلًّا، واتخذ موقعًا دفاعيًا في قلعة خفورشا بالقرب من جهرم. ولكن هذه الثورة لم تنجح، إذ جاء وزير ألب أرسلان، نظام الملك، وانتهى به الأمر بالاستيلاء على القلعة بعد 16 يومًا. استسلم فضلويه وعرض دفع التعويضات. وقد عُفي عنه وسُمح له بالعودة إلى منصبه حاكمًا لفارس.
تمرد فضلويه مرة أخرى في عام 1072، وأُرسل نظام الملك مرة أخرى لإخضاعه. فشلت محاولة نظام الملك لحل الأمور سلميًا؛ وانتهى الأمر بفضلويه مرة أخرى إلى التحصن في قلعة. بدأ نظام الملك حصارًا، والذي لم يستمر إلا لفترة قصيرة نسبيًا قبل أن يستسلم المدافعون بسبب نقص المياه. حاول فضلويه الفرار ولكن قُبض عليه واُحضر أمام ألب أرسلان. ثم سامح ألب أرسلان فضلويه مرة أخرى، ولكن هذه المرة سجنه في قلعة إصطخر.

## الوفاة
وبحسب ابن البلخي في فارس نامه، فقد بقي فضلويه سجينًا في إصطخر بقية حياته. في عام 1078، حاول الاستيلاء على القلعة لكنه فشل، وقُبض عليه وقُتل. وحُشي جلده بالقش وعُلق ليُعرض للعوام.

## قراءة إضافية
- Christensen، Peter (1993). The Decline of Iranshahr: Irrigation and Environments in the History of the Middle East, 500 B.C. to A.D. 1500. Museum Tusculanum Press. ص. 1–351. ISBN:9788772892597. مؤرشف من الأصل في 2025-01-25.
- Bosworth، C. E. (1975). "Iran under the Buyids". في Frye، R. N. (المحرر). The Cambridge History of Iran, Volume 4: From the Arab Invasion to the Saljuqs. Cambridge: Cambridge University Press. ص. 250–305. ISBN:0-521-20093-8. مؤرشف من الأصل في 2023-06-21.
- Hope، Michael (2021). "Faḍlawayh, Banū". في Fleet، Kate؛ Krämer، Gudrun؛ Matringe، Denis؛ Nawas، John؛ Rowson، Everett (المحررون). Encyclopaedia of Islam, THREE. Brill Online. ISSN:1873-9830. {{استشهاد بموسوعة}}: الوسيط |ref=harv غير صالح (مساعدة)
- Nagel, Tilman (1990). "BUYIDS". BUYIDS. Encyclopaedia Iranica, Vol. IV, Fasc. 6 (بالإنجليزية الأمريكية). London u.a.: Routledge & Kegan Paul. pp. 578–586. Archived from the original on 2025-03-07. Retrieved 2025-06-13.
- Brill (1993). E. J. Brill's First Encyclopaedia of Islam, 1913-1936, Bind 4. BRILL. ص. 1–611. ISBN:9004097902. مؤرشف من الأصل في 2023-04-09.
- Potts، Daniel T. (2014). Nomadism in Iran: From Antiquity to the Modern Era. London and New York: Oxford University Press. ص. 1–558. ISBN:9780199330799. مؤرشف من الأصل في 2025-01-08.

| شاغر | حاكم الشوانكارة في فارس 1030–1078 | غير معروف |